# Mahal (Teppich)
Der Teppich Mahal war das Gastgeschenk von Nāser ad-Din Schāh an Franz Joseph I. anlässlich seines Besuches der Weltausstellung 1873 in Wien.

## Geschichte
Der Perserteppich als blauer und rot durchmusterter Mahal konnte wegen der Übergröße von mehr als 60 m² nur mit Mühe in einem repräsentativen Raum ausgelegt werden. Letztlich zierte er über 100 Jahre das Bundeskanzleramt.
Der Journalist Paul Vécsei begann 2020 nach dem Teppich zu recherchieren, als er im Steinsaal (seit Jahresbeginn 2021 Leopold-Figl-Saal) im Bundeskanzleramt einen grauen Teppich vorfand. Der ehemalige Perserteppich galt als verschollen bzw. war nicht mehr bekannt. Dass der Perserteppich von Zeit zu Zeit außerhäusig gereinigt wurde, zeigte ein Foto 1992 in der Tageszeitung Der Standard, wo sechs starke Männer den aufgerollten Teppich hochgehoben haben, um denselben abzutransportieren. 1992 wurde der Teppich auf einen Wert von sieben Millionen Schilling geschätzt. Später fand sich ein Foto aus der NS-Zeit mit dem Teppich, anhand der ebendort dargestellten Musterung des Teppichs wurde er im Mobiliendepot des Bundes gefunden. Letztlich fand sich ein Schreiben des Kanzleramts der Bundesregierung Schüssel II aus dem Jahr 2004 mit folgender Feststellung: „Das Bundeskanzleramt überlässt der Bundesmobilienverwaltung einen antiken handgeknüpften Auflageteppich zur Weiterverwendung in Räumen mit musealem Charakter.“

## Quelle
- Wiener G’schichten. Schahs Teppich: Gesehen, verschwunden, gesucht und gefunden. von Paul Vécsei, Wiener Zeitung vom 23./24. Jänner 2021, S. 18.